# Daniele Scarpa
Daniele Scarpa (Venetië, 3 januari 1964) is een Italiaans kanovaarder.
Scarpa won tijdens de Olympische Zomerspelen 1996 de gouden medaille in de K-2 1000m en zilver in de K-2 500m.

## Belangrijkste resultaten

### Olympische Zomerspelen
| Editie | Plaats      | Resultaten                           |
| ------ | ----------- | ------------------------------------ |
| 1984   | Los Angeles | 6e K-1 500m 4e K-2 500m 6e K-2 1000m |
| 1988   | Seoel       | 9e K-2 500m 7e K-4 1000m             |
| 1992   | Barcelona   | 7e K-1 500m 5e K-2 1000m             |
| 1996   | Atlanta     | K-2 1000m K-2 500 m                  |

### Wereldkampioenschappen vlakwater
| Jaar | Plaats      | Resultaten           |
| ---- | ----------- | -------------------- |
| 1985 | Mechelen    | K-2 10000m           |
| 1993 | Kopenhagen  | K-2 1000m            |
| 1994 | Mexico-stad | K-2 1000m            |
| 1995 | Duisburg    | K-2 500m · K-2 1000m |

1936: Alfons Dorfner & Adolf Kainz ·
1948: Hans Berglund & Lennart Klingström ·
1952: Yrjö Hietanen & Kurt Wires ·
1956: Meinrad Miltenberger & Michel Scheuer ·
1960: Gert Fredriksson & Sven-Olov Sjödelius ·
1964: Sven-Olov Sjödelius & Gunnar Utterberg ·
1968: Vladimir Morozov & Aleksandr Sjaparenko ·
1972: Nikolai Gorbatsjov & Viktor Kratasjoek ·
1976: Sergej Nagorny & Vladimir Romanovski ·
1980: Vladimir Parfenovitsj & Sergej Tsjoechrai ·
1984: Hugh Fisher & Alwyn Morris ·
1988: Greg Barton & Norman Bellingham ·
1992: Kay Bluhm & Torsten Gutsche ·
1996: Antonio Rossi & Daniele Scarpa ·
2000: Beniamino Bonomi & Antonio Rossi ·
2004: Henrik Nilsson & Markus Oscarsson ·
2008: Martin Hollstein & Andreas Ihle ·
2012: Rudolf Dombi & Roland Kökény ·
2016: Marcus Groß & Max Rendschmidt ·
2020: Thomas Green & Jean van der Westhuyzen